# Chlorodrepanis
Genre
Chlorodrepanis est un genre de passereaux comprenant 3 espèces d'Amakihis.

## Liste des espèces
- Chlorodrepanis virens – Amakihi familier
- Chlorodrepanis flava – Amakihi d'Oahu
- Chlorodrepanis stejnegeri – Amakihi de Stejneger ou Amakihi de Kauai